# Tamási Zsolt (történész)
Tamási Zsolt (Szászrégen, 1975. június 11.) erdélyi magyar történész, történeti szakíró, egyetemi oktató.

## Életútja
Középiskoláit Marosvásárhelyen, a Papiu Ilarian Líceumban (1989–90) és a gyulafehérvári római katolikus kisszemináriumban végezte (1990–93), utána a gyulafehérvári Római Katolikus Teológia (1993–98), majd a BBTE teológia–történelem szakos hallgatója volt (1998–2001), ugyanitt szerezte meg a doktori címet (2006).
Marosvásárhelyen tanít általános iskolában (2001–2002-ben, majd 2005-től folytatólagosan), közben nappali tagozatos doktorandusz (2002–2005), szemináriumvezető a BBTE Római Katolikus Teológiai Karán, 2003-tól óraadó a Sapientia Erdélyi Magyar Tudományegyetemen, 2008-tól egyháztörténetet tanít a marosvásárhelyi Márton Áron Teológiai Továbbképzőn. Közben 2007-től posztdoktori ösztöndíjas kutató az MTA Történettudományi Intézete kötelékében. Ugyancsak 2007-től az MTA külső köztestületi tagja.

## Munkássága
Első írását 1999-ben a Keresztény Szó közölte, ahol később is jelentek meg cikkei, tanulmányai. Közölt továbbá a Studia Theologica Transsylvaniensia, az Erdélyi Pszichológiai Szemle, az Egyháztörténeti Szemle, a Korunk, az Anuarul Arhivelor Mureşene c. folyóiratokban és kiadványokban, a Revista de Politica Ştiinţei şi Scientometrie 2005. évi különszámában és a StUBB Seria Theologia Catholica Latina hasábjain, az Öry Gábor szerkesztette Függetlenség és modern Magyarország, 1848/49 (Budapest, 2000), a Jakabffy Tamás szerkesztette Beszéd a láthatatlanról (Kolozsvár, 2001), az Évfordulós tanácskozások 2007 (Szatmárnémeti, 2007) c. gyűjteményes kötetekben. Tanulmányaiban, kiadatlan levéltári forrásokat is hasznosítva, legtöbbet az 1848-as forradalom időszakának erdélyi katolikus vonatkozásaival foglalkozott: Az erdélyi/fogarasi görögkatolikus érsekség felállításának kérdése 1848-ban (Studia Theologica Transsylvaniensia, 2008); Az oktatás reformja 1848-ban – szaktanítási rendszer a piarista iskolákban (Studia Theologica Transsylvaniensia, 2008). Közölt tanulmányt II. Rákóczi Ferenc vallásosságáról és Jaross Béla életéről is.
Önálló kötete: Az Erdélyi Római Katolikus Egyházmegye az 1848/49-es forradalomban (Kolozsvár, 2007).
Ugyancsak az ő szerkesztésében jelent meg A dr. Bernády György polgármester által alapított felsővárosi állami elemi iskolák 100 éve. A 7. számú Általános Iskola monográfiája (Marosvásárhely, 2006).
Szerkesztésében (Barabás Kisannával) és bevezető tanulmányával megjelenés előtt áll A marosi főesperesi kerület a 20. században c. gyűjteményes kötet.

## Művei
- Tamási Zsolt–Standavid Adrian: A dr. Bernády György polgármester által alapított felsővárosi állami elemi iskolák 100 éve. A 7. sz. Általános Iskola monográfiája. Történelmi 6. sz. Általános Iskola, történelmi 7. sz. Általános Iskola; Tipomur, Marosvásárhely, 2006
- Az erdélyi római katolikus egyházmegye az 1848-49-es forradalomban; Scientia, Kolozsvár, 2007 (Sapientia könyvek)
- A maros-küküllői főesperesi kerület plébániáinak története 1900-tól 1989-ig; szerk. Barabás Kisanna, Tamási Zsolt; Verbum, Kolozsvár, 2009 (A Gyulafehérvári Római Katolikus Főegyházmegye kerületeinek története)
- Az 1848-as erdélyi római katolikus egyházmegyei zsinat; Gondolat, Budapest, 2013
- Erdély süveg nélküli püspöke. Msgr. Léstyán Ferenc Marosvásárhely biciklis papja. Emlékkönyv Léstyán Ferenc születésének 100. évfordulójára; szerk. Tamási Zsolt; Mentor, Marosvásárhely, 2013
- Kis kolozsvári magyar művelődés-történet; Kolozsvári Művelődés Egyesület, Kolozsvár, 2018

## Díjak, kitüntetések
- Külhoni Magyarságért Díj  2017[1]
- A Magyar Érdemrend lovagkeresztje 2024[2]